# Malina, Dobrici
Malina (în bulgară Малина, în română Malinova) este un sat în comuna Gheneral-Toșevo, regiunea Dobrici, Dobrogea de Sud, Bulgaria. 
Între anii 1913-1940 a făcut parte din plasa Casim a județului Caliacra, România. Majoritatea locuitorilor erau români.

## Demografie
Componența etnică a satului Malina
     Bulgari (64,82%)
     Romi (4,52%)
     Turci (26,63%)
     Nicio identificare (2,51%)
     Altele (1,5%)
La recensământul din 2011, populația satului Malina era de 199 locuitori. Din punct de vedere etnic, majoritatea locuitorilor (64,82%) erau bulgari, existând și minorități de turci (26,63%) și romi (4,52%). Pentru 2,51% din locuitori nu este cunoscută apartenența etnică.